# KKJK
KKJK (103.1 FM, "2DayFM 103.1") é uma estação de rádio Top 40 (CHR) licenciada para servir a comunidade de Ravenna, Nebraska. A licença de transmissão da estação é detida pela Legacy Communications, LLC. KKJK é operado como parte da Hometown Family Radio junto com as estações irmãs KRGI, KRGI-FM e KRGY.

## Programação
Desde 20 de junho de 2012, a estação transmite um formato de música de rádio de sucesso contemporâneo com a marca "2Day FM 103.1" para a área de Grand Island-Kearney-Hastings. A programação inclui o Top 30 do fim de semana de Hollywood Hamilton nas manhãs de domingo, AT40 com Ryan Seacrest nas manhãs de sábado e o Zach Sang Show durante a semana à noite.
Desde o lançamento da estação em 2006 até essa mudança, KKJK exibiu um formato de música rock ativo com a marca "Thunder 103.1".

## História
Em dezembro de 2004, a Community Radio, Inc. solicitou à Federal Communications Commission (FCC) uma licença de construção de uma nova estação de rádio para servir Ravenna, Nebraska. A FCC concedeu esta licença em 25 de fevereiro de 2005, com uma data de expiração programada para 25 de fevereiro de 2008. A nova estação recebeu o indicativo de chamada "KKJK" em 26 de abril de 2005. Depois que a construção e os testes foram concluídos em junho de 2006, a estação recebeu sua licença de transmissão em 14 de setembro de 2006.
Em outubro de 2009, a Legacy Communications, LLC executou uma opção de fevereiro de 2006 para comprar a licença de transmissão da estação e outros ativos da Community Radio, Inc., por 1.150.000 dólares. A FCC aprovou o pedido de transferência da licença em 8 de janeiro de 2010, e a venda foi consumada em 1 de março de 2010.